# Грабчиков, Степан Митрофанович
Степан Митрофанович Грабчиков (бел. Сцяпан Мітрафанавіч Грабчыкаў; 13 мая 1923, д. Логвино (ныне Горецкий район Могилёвской области Беларуси) — 14 мая 1994) — белорусский и советский языковед, кандидат филологических наук.

## Биография
В 1941 с отличием окончил школу. С первых дней Великой Отечественной войны был призван в ряды РККА. Воевал на Воронежском, Западном и 2-м Украинском фронтах. Во время танкового сражения на Орловско-Курской дуге был ранен.Инвалид Отечественной войны 2 группы.
После демобилизации в 1946 году поступил на филологический факультет Белорусского государственного университета, который окончил в 1951 году.
С марта 1957 работал старшим редактором в издательстве «Народное просвещение». В 1968 защитил кандидатскую диссертацию на тему «Словарь языка Дунина-Марцинкевича и важнейшие особенности лексики писателя». С 1970 работал на кафедре стилистики русского языка факультета журналистики БГУ.

## Награды
- Орден Славы 3 степени (6 ноября 1947).
- Орден Отечественной войны I степени (6 апреля 1985).

## Научная деятельность
Автор множества словарей, включая русско-белорусский, белорусско-русский, орфографический словарь белорусского языка и др.

## Основные издания
- Русско-белорусский словарь для средней школы. — Мн., 1965.
- Арфаграфічны слоўнік: Для пачат.шк. — Мн., 1977.
- Беларуска-рускі слоўнік. — 4-е выд. — Мн., 1993.
- Межъязыковые синонимы и паронимы. — Мн., 1980.
- Русско-белорусский словарь. — Мн., 1990.
- Слоўнік паронімаў беларускай мовы. — Мн., 1994.